# Шлибен
Шлибен (њем. Schlieben) град је у њемачкој савезној држави Бранденбург. Једно је од 33 општинска средишта округа Елбе-Елстер. Према процјени из 2010. у граду је живјело 2.734 становника. Посједује регионалну шифру (AGS) 12062445.

## Географски и демографски подаци
Шлибен се налази у савезној држави Бранденбург у округу Елбе-Елстер. Град се налази на надморској висини од 89 метара. Површина општине износи 78,2 km². У самом граду је, према процјени из 2010. године, живјело 2.734 становника. Просјечна густина становништва износи 35 становника/km².